# Sophora rubriflora
Sophora rubriflora  (лат.) — кустарник семейства Бобовые (Fabaceae).

## Ареал
Юг острова Цейлон, Шри-Ланка
Иногда его выращивают в качестве декоративного растения, с этой целью могут культивировать в Индонезии на острове Ява. 

## Таксономия
Sophora rubriflora P.C.Tsoong Acta Phytotaxonomica Sinica 18(1): 73. 1980.
Синонимы
- Sophora violacea Thwaites Enum. Pl. Zeyl. 94. 1859
- Sophora violacea subsp. pilosa (Gagnep.) Yakovlev